# دارسي راسيل
دارسي راسيل (بالإنجليزية: Darcy Russell)‏ هو لاعب دوري الرغبي أسترالي، ولد في 1922، وتوفي في 7 أغسطس 1977 في Towradgi, New South Wales ‏ في أستراليا.